# Compsulyx cochereaui
Compsulyx là một chi bướm đêm thuộc họ Sphingidae, chỉ gồm một loài Compsulyx cochereaui, được tìm thấy ở New Caledonia.